# 鳥取県立倉吉工業高等学校
鳥取県立倉吉工業高等学校（とっとりけんりつくらよしこうぎょうこうとうがっこう, 英: Tottori Prefectural Kurayoshi Technical High School）は、鳥取県倉吉市にあった県立の工業高等学校。

## 概要
歴史
1944年（昭和19年）に開校した「鳥取県立倉吉工業学校」を前身とする。数回の改称・改編を経て1962年（昭和37年）に「鳥取県立倉吉工業高等学校」となった。2003年（平成15年）に「鳥取県立倉吉総合産業高等学校」に統廃合となり、2005年（平成17年）に閉校した。鳥取県立倉吉総合産業高等学校は鳥取県立倉吉工業高等学校だった場所に存在し、以前の校舎の一部は改築され、教室棟は4階建てになっている。
設置課程・学科
全日制課程 3学科（工業）※2005年（平成17年）3月時点
- 機械科
- 情報技術科
- 環境建設科

校訓
校章
校歌

## 沿革
工業学校時代
- 1944年（昭和19年）4月1日 - 「鳥取県立倉吉工業学校」が開校。

新制高等学校
- 1948年（昭和23年）4月1日 - 学制改革（六・三・三制の実施）
  - 倉吉工業学校と倉吉商業学校を統合し、新制高等学校「鳥取県立倉吉実業高等学校」が発足。
- 1949年（昭和24年）4月1日 - 高校三原則に基づく鳥取県内公立高等学校の再編が行われる。
  - 鳥取県立倉吉第一高等学校[1]・倉吉第二高等学校[2]の2校と統合し、総合制「鳥取県立倉吉高等学校」が発足。
- 1953年（昭和28年）4月1日 - 鳥取県立倉吉高等学校が鳥取県立倉吉東高等学校と鳥取県立倉吉西高等学校の2校に分離する。
- 1962年（昭和37年）4月1日 - 鳥取県立倉吉東高等学校から工業科が分離し、「鳥取県立倉吉工業高等学校」（最終名）として独立。
  - 機械科・電気科・工業化学科の3学科を設置。
- 1967年（昭和42年）4月1日 - 電子科・土木科を新設・移転。
- 1990年（平成2年）4月1日 - 学科改編により、電子科を「情報技術科」に改称。
- 1991年（平成3年）4月1日 - 学科改編により、工業化学科を「化学応用科」に改称。
- 1992年（平成4年）4月1日 - 学科改編により、土木科を「環境建設科」に名称変更。
- 2001年（平成13年）4月1日 - 化学応用科の募集を停止。
- 2003年（平成15年）
  - 3月31日 - 化学応用科を廃止。
  - 4月1日 - 鳥取県立倉吉総合産業高等学校の新設により、生徒募集を停止。
- 2005年（平成17年）3月31日 - 最後の卒業生を送り出し、閉校。

## 出身者
- 河端朋之 - 競輪選手
- 山口竜志 - 元プロレスラー